# Чёрный, как я (фильм, 1969)
«Чёрный, как я» — советский телефильм 1969 года по одноимённой документальной книге американского журналиста Джона Говарда Гриффина.

## Сюжет
Сюжет основан на реальных событиях. США, 1960-е годы. Журналист и социолог Джон Гриффин, изучая положение афроамериканцев, решает загримировавшись под чернокожего ощутить их положение в обществе, сегрегированном по цвету кожи.

## В ролях
- Антанас Габренас — Джон Говард Гриффин
- Антс Лаутер
- Уно Лооп
- Гунар Килгас
- Айно Таймре
- Боб Цымба — священник
- Роберт Росс — чистильщик обуви
- Антанас Барчас — Джон МакКинли
- С. Тайнс
- Сулев Ныммик — водитель автобуса
- Роберт Зотов — Билл Уильямс
- Вейланд Родд-мл.
- Лия Голден — пассажирка в автобусе
- Нийоле Лепешкайте — девушка в баре
- Николай Граббе — мужчина в баре

## Критика
Фильм получил низкую оценку из-за неправильного выбора жанра повлёкшего «раздокументированность» книги Гриффина, критикуя фильм Анри Вартанов писал, что фильм нужно было делать в виде телерепортажа или телеинтервью, а введение морально простых вопросов в отдельных эпизодах фильма «показывает проблему гораздо мельче и проще, чем она есть на самом деле»:

«Черный, как я» тяготел по своему замыслу к журналистскому фильму-интервью … Авторы сознательно отказались от всех иных жанров, предпочтя им фильм. … В титрах и несколько раз в ходе фильма говорится, что все происходящее основано на документах или на дневниках Гриффина. Но несмотря на столь частые признания веры в увиденное не возникает … стилистика фильма, манера, в которой ведется рассказ, находится в резком противоречии принципом документализма, положенным основу произведения. Наивные эпизоды (встреча с владельцем «джипа», хвастающим своими амурными успехами, сцена в автобусе), способны не столько приблизить, сколько отдалить от понимания трагедии современной Америки…— Анри Вартанов - Сосуд и его содержимое // Телевидение и радиовещание, 1970